# Mitchell Dijks
Mitchell Dijks, född 9 februari 1993 i Purmerend, är en nederländsk fotbollsspelare (vänsterback) som spelar för Bologna.